# Mientras vivimos
Mientras vivimos es una novela escrita por Maruja Torres ganadora del Premio Planeta en 2000.  

## Contexto
El Premio Planeta es un galardón literario creado en 1952 por José Manuel Lara Hernández, fundador de la editorial Planeta. Su objetivo principal era promover a los escritores de lengua castellana en un mercado literario dominado por autores anglosajones. Desde sus inicios, el premio jugó un papel importante en la profesionalización de la escritura, ya que los ganadores suelen recibir una gran atención mediática que los convierte rápidamente en autores populares.
Torres, bajo el seudónimo A. Trastevere, ganó el XLIX Premio Planeta en el año 2000. Este reconocimiento fue otorgado tras suceder a Espido Freire, ganadora del año anterior con Melocotones helados. Fue elegida entre 396 obras. La novela  fue presentada inicialmente con el título El éxtasis. La novela, dedicada a Ana María y Terenci Moix, surgió del impacto que tuvo en Torres la lectura de la novela El desconocido, escrita por Carmen Kurtz. Según la autora, esta obra y su escritora fueron una influencia decisiva que cambió su vida y la inspiró a dedicarse a la escritura. Publicó la novela cuando tenía 57 años, edad próxima a su alter ego, Regina Dalmau.

## Sinopsis
Judit es una joven de unos veinte años que sueña con convertirse en escritora. Vive en un suburbio de Barcelona y se siente insatisfecha con su vida. Está obsesionada con Regina Dalmau, una reconocida novelista que está cerca de los cincuenta años y que atraviesa una crisis tanto creativa como personal. Las dos se encuentran en una conferencia que Regina da en un pequeño cine de barrio. Regina, aunque parece ser una mujer famosa y exitosa, oculta una vida turbulenta y una relación muy especial con Teresa, una escritora que fue amante de su padre y quien despertó en Regina su amor por la literatura. Con pasos meticulosos, Judit se esfuerza por acercarse al mundo personal de Regina con la intención de descubrir el secreto de su éxito literario.
La autora combina las ambiciones personales con una trama de intriga sutil, mientras invita a reflexionar sobre la creación literaria y la superficialidad del éxito. La historia es simple, al igual que su inicio. El personaje de Judit, aunque adquiere mucho protagonismo, termina siendo un mero catalizador para que Regina, una escritora de cincuenta años en crisis, recupere su inspiración. Esto también permite a Maruja Torres profundizar en el verdadero tema central: la crisis devastadora de una mujer que ha caído en el éxito fácil y ha ignorado las enseñanzas de su mentora, Teresa. Su legado reaviva la creatividad de Regina, dándole una nueva vía para salir de su estancamiento.

## Reconocimientos
- En el año 2000, la novela Mientras vivimos ganó el Premio Planeta.[5]